# Новини (1890 – 1912)
„Новини“ е български вестник, орган на Българската екзархия, излизал в османската столица Цариград от 27 октомври 1890 до 9 октомври 1912 година. Подзаглавието на вестника е „Вестник политически, научно-литературен и духовен“.
През първата година е седмичник, от втората година излиза два пъти, а от 1909 – три пъти седмично. От 23 октомври 1898 година заглавието му е „Вести. Вестник обществен, политически, научно-литературен и духовен“. Вестникът е печатан в печатницата на ресенчанина Калчо Стоянов. От 7 януари до 2 август 1912 година е спрян от турските власти и вместо него се издава вестник „Глас“. От 1894 година, като приложение към него излиза списание „Библиотека“ със статии по научни, нравствени и педагогически проблеми. През годините редактори на вестника са Атанас Шопов, Димитър Македонски, Димитър Маринов (1899-1903), д-р Владимир Бурилков, Христо Силянов, Димитър Бръзицов и други.
Вестникът е предназначен главно за българите в Османската империя и има значим принос за поддържането на българския национален дух в Македония и Тракия. Списва се в дух на лоялност към официалната власт. Обявява се против сръбската и гръцката пропаганда в Македония и Тракия. Информира за новостите от църковен и просветен характер и подробно се занимава с учебното дело и културните прояви на македонските български общини. До Хуриета през 1908 година е подложен на цензура от страна на турската дирекция на печата. Има три основни отдела – духовен, училищен и стопански. Отразява някои политически прояви на македонските българи, но събития като Горноджумайското и Илинденско-Преображенското въстание, почти липсват на страниците му.
След 1908 година вестникът редовно осведомява за положението на българските политически затворници в турските затвори, подканва българските общини да се интересуват от новите си изборни права, препоръчва да се създават български политически партии, протестира срещу ограничаването на правата на българските църкви и училища. Специално е отразено обявяването на независимостта на България на 22 септември 1908 година. Открито обсъжда общобалкански политически въпроси. От декември 1908 година обнародва и официални документи, като турската конституция, речите на българските депутати в отоманския парламент, резолюциите на митингите на българите в Прилеп и Солун срещу сръбската и гръцката пропаганда. През 1909 година протестира остро срещу разтурянето на Съюза на българските конституционни клубове и изразява протеста на населението в Македония срещу обезоръжителната акция на младотурската власт от 1910 година. Поради това между октомври и декември (а също и през януари 1912 година) е спрян от печат и вместо него излиза на няколко пъти вестник „Гласъ. Политико-общественъ, научно-книжовенъ и духовенъ вестникъ“.
В навечерието на Балканската война вестникът се обявява срещу действията на ВМОРО и особено против атентатите на организацията в градовете Щип, Кочани, Дойран, Кратово и други, но обнародва сведения за масовите кланета на беззащитното население от страна на властите. Отделя особено място на изложенията на екзарх Йосиф I срещу насилието на мирни българи. В броевете си от септември 1912 година съобщава за подготовката на България за война и мобилизацията в балканските държави.
На 9 октомври 1912 година вестникът информира читателите си за избухването на Балканската война и преустановява излизането си.